# Symposiachrus rubiensis
Symposiachrus rubiensis là một loài chim trong họ Monarchidae.